# Maria Augusta Generoso Estrela
Maria Augusta Generoso Estrela (Rio de Janeiro, 10 de abril de 1860 – 18 de abril de 1946) foi uma médica brasileira, a primeira mulher brasileira a se formar em medicina, em 1881, pelo New York Medical College and Hospital for Women, em Nova Iorque.

## Biografia
Nascida na cidade do Rio de Janeiro em 1860, era filha do casal de portugueses Maria Luiza e Albino Augusto Generoso Estrela. Teve educação básica no internato do Colégio Brasileiro e aos 13 anos viajou para a Europa, onde estudou seis meses no colégio Villa Real, no Funchal, Portugal. Ao retornar ao Brasil, voltou para o Colégio Brasileiro e ao ler revistas e periódicos dos Estados Unidos, lhe chamou a atenção da foto e a biografia de uma jovem que cursou medicina em Nova Iorque.
Animada ao ver uma moça universitária, Maria Augusta mostrou a reportagem ao pai, demonstrando o desejo de cursar medicina. Infelizmente, as faculdades brasileiras não permitiam a matrícula de mulheres e assim ela pediu que seu pai a mandasse para o exterior para poder cursar a faculdade e depois retornar para clinicar no Brasil.
Em 1875, no porto do Rio de Janeiro, Maria Augusta embarcou no navio South America, rumo a Nova Iorque. Prestou exame de admissão no New York Medical College and Hospital for Women, mas seu pedido de matrícula foi indeferido porque o regimento interno da faculdade exigia que as alunas tivessem 18 anos completos ou a completar para poder ingressar. Maria Augusta tinha apenas 16, mas fez uma nova petição, desta vez para expor os motivos pelos quais ela deveria ser admitida, mesmo sem ter a idade requerida, diante de uma comissão de médicas e alunas da instituição. A comissão marcou novos exames de admissão, os quais ela prestou e foi aprovada com distinção, matriculando-se em 17 de outubro de 1876.

## Volta ao Brasil
Seu pai representava no Brasil a Companhia Bristol, entrou em falência e seu pai não tinha mais condições de manter a filha estudando no exterior. Quando informado sobre a situação de uma brasileira em Nova Iorque com dificuldades de se manter, D. Pedro II assinou um decreto, em 1877, que lhe concedeu uma bolsa com renda suficiente para cobrir seus gastos gerais e da faculdade.
Em 1879, o governo brasileiro, por decreto do imperador, abriu as universidade Às mulheres, com a reforma do Ensino Primário e Secundário do Município da Corte e o Superior por Decreto nº 7247, de 19 de abril. Porém, as mulheres que resolvessem seguir para o ensino superior normalmente sofriam com preconceitos e perseguições da parte de colegas e professores. Enquanto isso, Maria Augusta pode concluir os estudos em Nova Iorque, porém não tinha a idade exigida pelo estatuto da faculdade para receber o diploma. Maria Augusta então esperou dois anos para completar a maioridade e obter seu diploma em medicina, mas estagiou em vários hospitais e clínica, frequentando cursos de especialização. Em 1880, seu pai faleceu.
Em Nova Iorque, Maria Augusta se juntou a uma colega de faculdade, Josefa Agueda Felisbella Mercedes de Oliveira, onde abriram um jornal, "A mulher – Consagrado aos interesses e direitos da mulher brasileira" (1881). Oradora da turma, recebeu seu diploma e ganhou uma medalha de ouro por seu desempenho durante curso e devido ao seu trabalho de conclusão intitulado "Moléstias da Pele". Com autorização do imperador, permaneceu mais um ano em Nova Iorque e ao desembarcar no Rio de Janeiro, foi recebida pelo imperador, que a aconselhou a dedicar sua carreira a atender senhoras.
Com o diploma validado pela Faculdade de Medicina do Rio de Janeiro, passou a clinicar e a servir de exemplo para outras moças que queriam fazer o ensino superior. Em 1884, conheceu o farmacêutico Antonio Costa Moraes, formado pela Universidade de Leipzig, com quem se casou em 1886 e com quem teve cinco filhos: Samuel, Matilde, Bárbara, Luciano e Antonio. Maria Augusta trabalhava principalmente na farmácia aberta pelo marido, onde montou um pequeno consultório em uma sala dos fundos, atendendo principalmente mulheres e crianças.
Seu marido morreu em 1904, o que a obrigou a diminuir o horário de atendimento para poder se dedicar aos filhos, mas manteve aberta a salinha onde atendia a casos mais urgentes e receitava remédios.

## Morte
Maria Augusta faleceu subitamente em sua casa, na cidade do Rio de Janeiro, aos 86 anos, em 18 de abril de 1946.

## Legado
Maria Augusta inspirou jovens moças com o sonho de se formar em medicina. Hoje seu nome é honrado como patrono da cadeira 64 na Academia de Medicina de São Paulo e em Poços de Caldas e em Porto Alegre há ruas com seu nome. Também no RJ, na Zona Oeste em Bangu tem uma rua com seu nome.